# Anás El Ayyane
 (novembre 2024).
Anás El Ayyane (en arabe : أناس العيان), né le 30 octobre 1992 à Vila-real (Espagne), est un joueur de futsal international marocain évoluant au Meta Catania Calcio a 5.

## Biographie

### Carrière en club
Anás El Ayyane naît à Vila-real de parents marocains originaires de Fès. Il commence le football à Villarreal. Il rejoint ensuite Levante où il reste jusqu'en 2014. Il passe une saison à D-Link Zaragoza puis change de région pour s'engager avec le Gáldar FS avec qui il évolue pendant trois saisons.
En 2017, il retourne à Saragosse pour jouer avec l'AD Sala 10.
Anás El Ayyane décide de changer de pays pour découvrir un autre championnat en 2018 celui de l'Italie en s'engageant au Latina Calcio avec lequel il reste une saison et demie puis rejoint le Cybertel Aniene où il évolue jusqu'en 2021.
El Ayyane retourne en Espagne durant l'inter-saison pour signer à Ribera Navarra, club de première division.
Après avoir disputé la Coupe du monde de futsal de 2024 en Ouzbékistan, Anas El Ayyane change de club et de championnat pour rejoindre celui de l'Italie en s'engageant avec le Meta Catania Calcio a 5 qui évolue en première division (Serie A) et avec lequel il dispute la Ligue des champions 2024-2025.

### Carrière internationale
D'abord contacté par un scout de la Fédération royale marocaine de football, Anás El Ayyane est rapidement mis en contact avec le sélectionneur Hicham Dguig, qui lui présente le projet marocain. Il participe à un premier stage d'entraînement en septembre 2016, dans le cadre des préparations à la Coupe du monde 2021.

#### CAN 2020: Le Maroc sacré pour la deuxième fois
Après avoir pris part à la préparation pour la CAN 2020, il est sélectionné dans la liste des 24 de Hicham Dguig pour disputer la phase finale du tournoi qui voit le Maroc triompher pour la deuxième fois consécutive.

#### Coupe arabe 2021 et premier titre du Maroc
Après avoir remporté la CAN une nouvelle fois, le Maroc et Anás El Ayyane disputent la Coupe arabe de futsal en Égypte durant le mois de mai 2021. Compétition que les Marocains remportent pour la première fois après s'être imposé en finale face au pays organisateur (4-0). El Ayyane inscrit deux buts lors de cette édition, un doublé contre l'Arabie Saoudite lors de la phase de groupe. Il est d'ailleurs désigné meilleur joueur de la compétition.

#### Quart-de-finaliste en Coupe du monde 2021
Le 4 septembre 2021, la fédération marocaine annonce la liste des joueurs qui iront disputer la Coupe du monde en Lituanie. Anas El Ayyane est retenu par Dguig pour défendre les couleurs marocaines.
Avant d'entamer la Coupe du monde, qui devait initialement se dérouler en 2020 (report en raison de la pandémie de Covid-19), El Ayyane participe à deux rencontres amicales, les 6 et 7 septembre 2021 respectivement face au Vietnam et au Japon, deux sélections asiatiques dont la culture futsal se rapproche de celle de la Thaïlande qui figure dans le groupe du Maroc au Mondial 2021. Les Marocains gagnent le premier match (2-1), mais perdent le second contre leurs homologues japonais (3-0).
Anas El Ayyane dispute l'ensemble des matchs à la Coupe du monde. Un parcours du Maroc qui reste inédit puisque ce dernier franchit dans un premier temps le premier tour pour la première fois de son histoire. Après avoir éliminé le Venezuela, le Maroc se fait sortir en quart de finale par le Brésil (1-0).

#### Coupe arabe 2022 et deuxième titre pour les Marocains
Marocains et Brésiliens se retrouvent en novembre 2021 pour une double confrontation à Laâyoune. Le Maroc remporte la première manche (3-1) et s'incline lors de la seconde (2-0).
Le Maroc reçoit l'Argentine à Rabat pour une double confrontation amicale dont participe Borite. Le premier match se solde par une victoire marocaine (4-3) puis le second par un succès argentin (3-2). Anas El Ayyane inscrit un doublé lors du premier match, et marque un but lors du second,.
Anás El Ayyane est de nouveau sélectionné par Dguig pour participer à la Coupe arabe de futsal 2022 qui a lieu en Arabie Saoudite au mois de juin 2022. Les Marocains parviennent à conserver leur titre en s'imposant en finale face aux Irakiens (3-0). El Ayyane participe à l'ensemble des matchs et inscrit trois buts lors de cette édition.

#### Vainqueur de la Coupe des confédérations 2022
Après la Coupe arabe, El Ayyane prend part avec la sélection à la Coupe des confédérations de futsal en Thaïlande durant le mois de septembre 2022.
Le Maroc remporte le tournoi pour la première fois, en s'imposant en finale face à l'Iran.

#### CAN futsal 2024
Il est sélectionné pour participer au mois de mars 2023 à deux doubles confrontations amicales, contre l'Irak et l'Estonie,.
Le mois qui suit, Hicham Dguig le convoque pour participer à un tournoi international organisé par la FRMF qui voit la participation de la France, la Croatie et le Japon. Il dispute l'ensemble des matchs du tournoi remporté par les Marocains,,.
Dans le cadre des préparations à la Coupe arabe 2023, Anas El Ayyane dispute une double confrontation face à la Slovaquie les 27 et 29 mai au Complexe Mohammed VI. Il inscrit un doublé lors du premier match.
Après avoir disputé la première journée de la Coupe arabe contre les Comores, il s'illustre avec une réalisation lors de la deuxième journée face aux Libanais. Il s'offre un but en quart de finale face à l'Arabie saoudite (victoire marocaine, 5-2) puis un autre en demi-finale face à la Libye.
Le 14 septembre 2023, le Maroc, 8ème au classement mondial, s'impose en amical face au vice-champion du monde, l'Argentine sur le score de 7 buts à 0. Anas El Ayyane participe à ce succès marocain.
Enfin, il est sélectionné par Hicham Dguig pour prendre part à la CAN durant le mois d'avril 2024. Compétition à l'issue de laquelle, le Maroc conserve son titre pour la deuxième fois consécutive et se qualifie donc à la Coupe du monde. Anas El Ayyane prend part à l'ensemble des matchs de cette CAN et inscrit au total cinq buts durant cette édition à Rabat.

#### Coupe du monde 2024 en Ouzbékistan
Dans le cadre des préparations à la Coupe du monde 2024, le Maroc dispute une série de matchs amicaux au Complexe Mohammed VI. Après avoir affronté l'Afghanistan, la Bosnie-Herzégovine et la Pologne, la sélection marocaine se confronte à l'Espagne, deuxième au classement FIFA, dans une double confrontation amicale les 12 et 14 août. La première manche voit les Espagnols l'emporter (4-2) tandis que la deuxième, se solde par une victoire marocaine (4-1). Anas El Ayyane participe aux deux rencontres et inscrit un but lors de la deuxième manche,.
Vient alors la Coupe du monde qui se déroule en Ouzbékistan durant le mois de septembre et octobre. Durant la phase de groupe, le Maroc s'impose face au Tadjikistan (4-2) ainsi que le Panama (6-3). Cependant il s'incline face au tenant du titre le Portugal (4-1). Les Marocains qui terminent deuxième du groupe, croisent le chemin des Iraniens en huitième de finale. Les Marocains remportent le match sur le score de 4 buts à 3. Comme lors de l'édition précédente en Lituanie, le Maroc et le Brésil se retrouvent en quart de finale. Les Brésiliens éliminent leurs homologues marocains avec un score de 3 buts à 1. Anas El Ayyane prend part à l'ensemble des matchs disputés par la sélection marocaine durant ce Mondial.

## Stats

### Statistiques détaillées en club
Le tableau suivant recense les statistiques de Anás El Ayyane : 
| Saison                | Club                  | Championnat           | Championnat | Championnat | Coupe(s) nationale(s) | Coupe(s) nationale(s) | Compétition(s) continentale(s) | Compétition(s) continentale(s) | Compétition(s) continentale(s) | Total | Total |
| Saison                | Club                  | Division              | M.          | B.          | M.                    | B.                    | Comp.                          | M.                             | B.                             | M.    | B.    |
| 2021-2022             | Ribera Navarra        | Division 1            | 31          | 6           | 2                     | 0                     | -                              | -                              | -                              | 33    | 6     |
| 2022-2023             | Ribera Navarra        | Division 1            | 24          | 2           | 2                     | 0                     | -                              | -                              | -                              | 26    | 2     |
| 2023-2024             | Ribera Navarra        | Division 1            | -           | -           | -                     | -                     | -                              | -                              | -                              | 0     | 0     |
| Sous-total            | Sous-total            | Sous-total            | 55          | 8           | 4                     | 0                     | -                              | -                              | -                              | 59    | 8     |
| 2024-2025             | Meta Catania          | Serie A               | 2           | 0           | -                     | -                     | LDC                            | 3                              | 0                              | 5     | 0     |
| Total sur la carrière | Total sur la carrière | Total sur la carrière | 57          | 8           | 4                     | 0                     | -                              | 3                              | 0                              | 64    | 8     |

### Statistiques en sélection marocaine
Le tableau suivant liste les rencontres de l'équipe du Maroc auxquelles Anás El Ayyane a pris part :

## Palmarès
| Équipe du Maroc (9) |
| --- |
| - Coupe d'Afrique des nations (2) - Champion : 2020 et 2024 - Tournoi international de Poreč (1) - Vainqueur : 2020 - Coupe arabe des nations (3) - Champion : 2021, 2022 et 2023 - Coupe des confédérations (1) - Champion : 2022 - Tournoi international de Rabat (1) - Vainqueur : 2023, - Tournoi international de Croatie (1) - Vainqueur : 2023 |

### Distinctions individuelles
- Meilleur buteur du tournoi Futsal Week Winter Cup 2020[36]

- Meilleur joueur de la Coupe arabe 2021 et 2023[37]

- Meilleur joueur du Tournoi international de Croatie en 2023[38]